# Gunnar Fock
Carl Arvid Gunnar Fock, född den 31 augusti 1880 i Önnestads församling, Kristianstads län, död den 2 maj 1946 i Stockholm, var en svensk friherre och militär. Han tillhörde ätten Fock.
Fock avlade officersexamen 1901. Han blev underlöjtnant i Jönköpings regemente 1901, vid regementet 1902 och vid fortifikationen 1902, löjtnant där 1904. Fock genomgick Artilleri- och ingenjörhögskolans allmänna och högre fortifikationskurser 1902–1906 samt Gymnastiska centralinstitutets instruktörskurs 1906–1907. Han var posthavande officer 1909–1912 och arbetschef 1913–1917 vid fortifikationsstaben i Bodens fästning, fortifikationsofficer vid V. arméfördelningens stab 1918–1922, fortifikationsstabsofficer 1924–1926. Han blev kapten 1912 och major 1923. Fock var fortifikationsbefälhavare i Bodens fästning 1924–1927 och chef för arméförvaltningens fortifikationsdepartements kasernbyrå 1927–1940. Han befordrades till överstelöjtnant i armén 1928, i fortifikationen 1929, vid fortifikationen 1931, och till överste 1934, vid fortifikationskåren 1937, i reserven 1940. Fock var suppleant i riddarhusdirektionen 1938–1941 och ledamot där från 1941. Han blev riddare av Svärdsorden 1922 och av Vasaorden 1929 samt kommendör av andra klassen av Svärdsorden 1937 och kommendör av första klassen 1940. Fock vilar på Norra begravningsplatsen utanför Stockholm.